# Handbol als Jocs Olímpics d'Estiu de 1972
L'handbol va reincorporar-se com a esport als Jocs Olímpics, i se celebrà en pista coberta. Hi van participar un total de 243 jugadors de 16 països. Iugoslàvia va guanyar l'or, Txecoslovàquia l'argent i Romania el bronze

## Comitès participants
Hi participaren un total de 243 jugadors d'handobl de 16 comitès nacionals diferents:
| - Dinamarca - Espanya - Estats Units - Hongria | - Islàndia - Iugoslàvia - Japó - Noruega | - Polònia - RDA - RFA - Romania | - Suècia - Tunísia - Txecoslovàquia - Unió Soviètica |

## Resum de medalles
| Prova           | Or | Argent | Bronze |
| Handbol masculí | IugoslàviaAbaz Arslanagić · Petar Fajfrić · Hrvoje Horvat · Milorad Karalić · Đorđe Lavrnić · Milan Lazarević · Zdravko Miljak · Slobodan Mišković · Branislav Pokrajac · Nebojša Popović · Miroslav Pribanić · Albin Vidović · Zoran Živković · Zdenko Zorko | Txecoslovàquia Ladislav Beneš · František Brůna · Vladimír Haber · Vladimír Jarý · Jiří Kavan · Arnošt Klimčík · Jaroslav Konečný · František Králík · Jindřich Krepindl · Vincent Lafko · Andrej Lukošík · Pavel Mikeš · Petr Pospíšil · Ivan Satrapa · Zdeněk Škára · Jaroslav Škarvan | RomaniaŞtefan Birtalan · Adrian Cosma · Marin Dan · Alexandru Dincă · Cristian Gaţu · Gheorghe Gruia · Roland Gunesch · Gabriel Kicsid · Ghiţă Licu · Cornel Penu · Valentin Samungi · Simion Schöbel · Werner Stöckl · Constantin Tudosie · Radu Voina |

## Medaller[2]
| Posició | País           | Or | Argent | Bronze | Total |
| 1       | Iugoslàvia     | 1  | 0      | 0      | 1     |
| 2       | Txecoslovàquia | 0  | 1      | 0      | 1     |
| 3       | Romania        | 0  | 0      | 1      | 1     |

## Resultats[2]

### Primera ronda
Grup A
|    | Equip          | J | G | E | P | GF | GC | Pts |  | Suècia | Unió Soviètica | Polònia | Dinamarca |
| -- | -------------- | - | - | - | - | -- | -- | --- |  | ------ | -------------- | ------- | --------- |
| 1. | Suècia         | 3 | 1 | 2 | 0 | 40 | 34 | 4   |  | X      | 11:11          | 13:13   | 16:10     |
| 2. | Unió Soviètica | 3 | 1 | 2 | 0 | 40 | 34 | 4   |  | 11:11  | X              | 17:11   | 12:12     |
| 3. | Polònia        | 3 | 1 | 1 | 1 | 35 | 38 | 3   |  | 13:13  | 11:17          | X       | 11:8      |
| 4. | Dinamarca      | 3 | 0 | 1 | 2 | 30 | 39 | 1   |  | 10:16  | 12:12          | 8:11    | X         |

- Dinamarca empata Unió Soviètica, 12-12
- Suècia empata Polònia, 13-13
- Polònia guanya Dinamarca, 11-8
- Suècia empata Unió Soviètica, 11-11
- Suècia guanya Dinamarca, 16-10
- Unió Soviètica guanya Polònia, 17-11

Grup B
|    | Equip          | J | G | E | P | GF | GC | Pts |  | RDA   | Txecoslovàquia | Islàndia | Tunísia |
| -- | -------------- | - | - | - | - | -- | -- | --- |  | ----- | -------------- | -------- | ------- |
| 1. | RDA            | 3 | 3 | 0 | 0 | 51 | 32 | 6   |  | X     | 14:12          | 16:11    | 21:9    |
| 2. | Txecoslovàquia | 3 | 1 | 1 | 1 | 56 | 40 | 3   |  | 12:14 | X              | 19:19    | 25:7    |
| 3. | Islàndia       | 3 | 1 | 1 | 1 | 57 | 51 | 3   |  | 11:16 | 19:19          | X        | 27:16   |
| 4. | Tunísia        | 3 | 0 | 0 | 3 | 32 | 73 | 0   |  | 9:21  | 7:25           | 16:27    | X       |

- RDA guanya Islàndia, 16-11
- Txecoslovàquia guanya Tunísia, 25-7
- RDA guanya Tunísia, 21-9
- Txecoslovàquia empata Islàndia, 19-19
- RDA guanya Txecoslovàquia, 14-12
- Islàndia guanya Tunísia, 27-16

Group C
|    | Equip   | J | G | E | P | GF | GC | Pts |  | Romania (1965-1989) | RFA   | Noruega | Espanya franquista |
| -- | ------- | - | - | - | - | -- | -- | --- |  | ------------------- | ----- | ------- | ------------------ |
| 1. | Romania | 3 | 3 | 0 | 0 | 46 | 37 | 6   |  | X                   | 13:11 | 18:14   | 15:12              |
| 2. | RFA     | 3 | 1 | 1 | 1 | 39 | 38 | 3   |  | 11:13               | X     | 15:15   | 13:10              |
| 3. | Noruega | 3 | 1 | 1 | 1 | 48 | 50 | 3   |  | 14:18               | 15:15 | X       | 19:17              |
| 4. | Espanya | 3 | 0 | 0 | 3 | 39 | 47 | 0   |  | 12:15               | 10:13 | 17:19   | X                  |

- Romania guanya Noruega, 18-14
- RFA guanya Espanya, 13-10
- Romania guanya Espanya, 15-12
- RFA empata Noruega, 15-15
- Romania guanya RFA, 13-11
- Noruega guanya Espanya, 19-17

Grup D
|    | Equip        | J | G | E | P | GF | GC | Pts |  | SFR Yugoslavia |       | Japó  | Estats Units |
| -- | ------------ | - | - | - | - | -- | -- | --- |  | -------------- | ----- | ----- | ------------ |
| 1. | Iugoslàvia   | 3 | 3 | 0 | 0 | 63 | 45 | 6   |  | X              | 18:16 | 20:14 | 25:15        |
| 2. | Hongria      | 3 | 2 | 0 | 1 | 64 | 45 | 4   |  | 16:18          | X     | 20:12 | 28:15        |
| 3. | Japó         | 3 | 1 | 0 | 2 | 46 | 56 | 2   |  | 14:20          | 12:20 | X     | 20:16        |
| 4. | Estats Units | 3 | 0 | 0 | 3 | 46 | 73 | 0   |  | 15:25          | 15:28 | 16:20 | X            |

- Iugoslàvia guanya Japó, 20-14
- Hongria guanya Estats Units, 28-15
- Iugoslàvia guanya Estats Units, 25-15
- Hongria guanya Japó, 20-12
- Iugoslàvia guanya Hongria, 18-16
- Japó guanya Estats Units, 20-16

### Segona ronda
Grup I
| Rank | Team           | Pld | W | D | L | GF | GA | Pts |  | Txecoslovàquia | RDA   | Unió Soviètica | Suècia |
| ---- | -------------- | --- | - | - | - | -- | -- | --- |  | -------------- | ----- | -------------- | ------ |
| 1.   | Txecoslovàquia | 3   | 2 | 0 | 1 | 42 | 38 | 4   |  | X              | 12:14 | 15:12          | 15:12  |
| 2.   | RDA            | 3   | 2 | 0 | 1 | 36 | 34 | 4   |  | 14:12          | X     | 8:11           | 14:11  |
| 3.   | Unió Soviètica | 3   | 1 | 1 | 1 | 34 | 34 | 3   |  | 12:15          | 11:8  | X              | 11:11  |
| 4.   | Suècia         | 3   | 0 | 1 | 2 | 34 | 40 | 1   |  | 12:15          | 11:14 | 11:11          | X      |

- Txecoslovàquia guanya Suècia, 15-12
- Unió Soviètica guanya RDA, 11-8
- RDA guanya Suècia, 14-11
- Txecoslovàquia guanya Unió Soviètica, 15-12

Grup II
| Rank | Team       | Pld | W | D | L | GF | GA | Pts |  | SFR Yugoslavia | Romania (1965-1989) | RFA   |       |
| ---- | ---------- | --- | - | - | - | -- | -- | --- |  | -------------- | ------------------- | ----- | ----- |
| 1.   | Iugoslàvia | 3   | 3 | 0 | 0 | 56 | 44 | 6   |  | X              | 14:13               | 24:15 | 18:16 |
| 2.   | Romania    | 3   | 2 | 0 | 1 | 46 | 39 | 4   |  | 13:14          | X                   | 13:11 | 20:14 |
| 3.   | RFA        | 3   | 1 | 0 | 2 | 43 | 51 | 2   |  | 15:24          | 11:13               | X     | 17:14 |
| 4.   | Hongria    | 3   | 0 | 0 | 3 | 44 | 55 | 0   |  | 16:18          | 14:20               | 14:17 | X     |

- Romania guanya Hongria, 20-14
- Iugoslàvia guanya RFA, 24-15
- Iugoslàvia guanya Romania, 14-13
- RFA guanya Hongria, 17-14

### Tercer lloc
Romania derrota  RDA, 17-16

### Primer lloc
Iugoslàvia derrota  Txecoslovàquia, 21-16

## Classificació final[3]
| Posició | Nació |
| ------- | --- |
| 1       | Iugoslàvia |
|         | Entrenador: Vlado Štencl Abaz Arslanagić (Borac Banja Luka) Petar Fajfrić (Crvenka) Hrvoje Horvat (Partizan Bjelovar) Milorad Karalić (Borac Banja Luka) Đorđe Lavrnić (Krivaja Zavidovići) Milan Lazarević (Crvena zvezda Beograd) Zdravko Miljak (Medveščak Zagreb) Slobodan Mišković (Crvenka) Branislav Pokrajac (Dinamo Pančevo) Nebojša Popović (Borac Banja Luka) Miroslav Pribanić (Partizan Bjelovar) Albin Vidović (BHSE) Zoran Živković (FAP Priboj na Limu) Zdenko Zorko (Zagreb) reserve players Čedomir Bugarski Dobrivoje Selec |
| 2       | Txecoslovàquia |
|         | Ladislav Beneš František Brůna Vladimír Haber Vladimír Jarý Jiří Kavan Arnošt Klimčík Jaroslav Konečný František Králík Jindřich Krepindl Vincent Lafko Andrej Lukošík Pavel Mikeš Petr Pospíšil Ivan Satrapa Zdeněk Škára Jaroslav Škarvan |
| 3       | Romania |
|         | Ştefan Birtalan Adrian Cosma Marin Dan Alexandru Dincă Cristian Gaţu Gheorghe Gruia Roland Gunesch Gabriel Kicsid Ghiţă Licu Cornel Penu Valentin Samungi Simion Schöbel Werner Stöckl Constantin Tudosie Radu Voina |
| 4       | RDAWolfgang Böhme · Reiner Frieske · Reiner Ganschow · Jürgen Hildebrand · Horst Jankhöfer · Wolfgang Lakenmacher · Klaus Langhoff · Peter Larisch · Peter Randt · Udo Röhrig · Josef Rose · Siegfried Voigt · Klaus Weiß · Rainer Würdig · Rainer Zimmermann · Harry Zörnack |
| 5       | Unió SovièticaValeri Gassy · Vasily Ilyin · Mykhaylo Ishchenko · Yury Klimov · Valentin Kulev · Yuriy Lahutyn · Mikhail Luzenko · Vladimir Maksimov · Albert Oganezov · Aleksandr Panov · Oleksandr Rezanov · Nikolai Semenov · Anatoli Shevchenko · Ivan Usaty · Jānis Vilsons |
| 6       | RFAHerwig Ahrendsen · Hans-Jürgen Bode · Wolfgang Braun · Peter Bucher · Jochen Feldhoff · Diethard Finkelmann · Josef Karrer · Klaus Kater · Klaus Lange · Herbert Lübking · Heiner Möller · Hans-Peter Neuhaus · Uwe Rathjen · Herbert Rogge · Herbert Wehnert · Klaus Westebbe |
| 7       | SuèciaBjörn Andersson · Bo Andersson · Dan Eriksson · Lennart Eriksson · Johan Fischerström · Göran Hård af Segerstad · Bengt Johansson · Benny Johansson · Jan Jonsson · Lars Karlsson · Michael Koch · Olle Olsson · Sten Olsson · Thomas Persson · Bertil Söderberg · Frank Ström |
| 8       | HongriaJános Adorján · Béla Bartalos · János Csík · László Harka · József Horváth · Sándor Kaló · István Marosi · Lajos Simó · János Stiller · István Szabó · László Szabó · Sándor Takács · István Varga (BHSE) · Károly Vass (Elektromos SE) · Sándor Vass (Elektromos SE)Gyula Huth |
| 9       | NoruegaEntrenador: Thor Nohr · Per Ankre · Arnulf Bæk · Pål Bye · Pål Cappelen · Carl Graff-Wang · Inge Hansen · Torstein Hansen · Roger Hverven · Ulf Magnussen · Jan Økseter · Sten Osther · Jon Reinertsen · Geir Røse · Per Søderstrøm · Harald Tyrdal · Finn Urdal |
| 10      | PolòniaZdzisław Antczak · Zbigniew Dybol · Franciszek Gąsior · Jan Gmyrek · Bogdan Kowalczyk · Zygfryd Kuchta · Andrzej Lech · Jerzy Melcer · Helmut Pniociński · Henryk Rozmiarek · Andrzej Sokołowski · Engelbert Szolc · Andrzej Szymczak · Włodzimierz Wachowicz · Robert Zawada |
| 11      | JapóShuji Arinaga · Katsuhiko Chikamori · Kiyotaka Hayakawa · Hiroshi Honda · Masayuki Hyokai · Nobuyuki Iida · Minoru Kino · Takezo Nakai · Toshio Niimi · Kiyoshi Noda · Kenichi Sasaki · Toshihiko Shimosato |
| 12      | IslàndiaAxel Axelsson · Ólafur Benediktsson · Björgvin Björgvinsson · Hjalti Einarsson · Sigurður Einarsson · Birgir Finnbogason · Stefán Gunnarsson · Geir Hallsteinsson · Ólafur Jónsson · Stefán Jónsson · Jón Magnússon · Ágúst Ögmundsson · Sigurbergur Sigsteinsson · Viðar Símonarson · Gunnsteinn SkúlasonGísli Blöndal |
| 13      | DinamarcaArne Andersen · Keld Andersen · Jørgen Frandsen · Claus From · Flemming Hansen · Jørgen Heidemann · Søren Jensen · Bent Jørgensen · Kay Jørgensen · Flemming Lauritzen · Svend Lund · Tom Lund · Thor Munkager · Vagn Nielsen · Karsten Sørensen · Jørgen Vodsgaard |
| 14      | Estats UnitsEntrenador: Peter Buehning · Richard Abrahamson · Fletcher Abram · Roger Baker · Dennis Berkholtz · Larry Caton · Vincent DiCalogero · Elmer Edes · Thomas Hardiman · Rudolph Matthews · Sandor Rivnyak · James Rogers · Richard Schlesinger · Kevin Serrapede · Robert Sparks · Joel VoelkertHarry Winkler |
| 15      | EspanyaAntoni Andreu · Miguel Ángel Cascallana · Fernando de Andrés · Javier García · Jesús Guerrero · Juan Miguel Igartua · Santos Labaca · Francesc López · Juan Antonio Medina · Joan Morera · Vicente Ortega · Josep Perramon · José Rochel · José Manuel Taure · José Villamarín |
| 16      | TunísiaAhmed Bel Hadj · Raouf Ben Samir · Moncef Besbès · Taoufik Djemail · Aleya Hamrouni · Mouir Jelili · Mohamed Jeljeli · Mohamed Khalladi · Mohamed Klai · Faouzi Ksouri · Moncef Oueslati · Faouzi Sebabti · Amor Sghaier · Abdelaziz Zaibi · Ridha Zitoun |